# Gakuryū Ishii
Gakuryu Ishii (石井 岳龍, Ishii Gakuryū) nascut el 15 de gener de 1957, abans conegut com Sogo Ishii (石井 聰互, Ishii Sōgo), és un cineasta japonès conegut per les seves pel·lícules estilístiques de punk, que van ajudar a desencadenar el moviment cyberpunk al Japó. Diversos cineastes contemporanis com Quentin Tarantino han citat les pel·lícules d'Ishii com a influència.

## Primers anys
Nascut Toshihiro Ishii, va créixer a Hakata i a causa de totes les bases militars americanes a la zona, va estar exposat a molta música rock estatunidenca. Durant la seva adolescència va formar part del moviment punk rock que va créixer en aquella regió, cantant i tocant la guitarra.
El 1977 es va matricular a la Universitat Nihon a Tòquio, i va fundar Kyōei-sha (Crazy Film Group). Va agafar en préstec l'equip de l'escola per rodar els seus propis curtmetratges de 8 mm i 16 mm, que presentaven l'estil i la filosofia de les seves arrels punk. Era difícil per un jove japonès fer pel·lícules durant aquell període, i va decidir saltar-se la ruta tradicional de l'escala corporativa a la direcció de pel·lícules només fent les pel·lícules ell mateix.

## Carrera
Durant el seu primer any d'universitat, un dels curtmetratges d'Ishii anomenat Koko dai panikku va ser descobert per Nikkatsu, un estudi de cinema conegut per fer pinku eiga. Nikkatsu va proporcionar el finançament per adaptar el curt a un llargmetratge. Yukihiro Sawada va codirigir la pel·lícula amb Ishii, que encara era un estudiant de segon a la universitat. Va ser per aquesta època quan va començar a interpretar com a Sogo Ishii.
Ishii va dirigir el seu segon llargmetratge Kuruizaki sanda rodo com a tesi superior per a la universitat, i la pel·lícula de 16 mm va ser comprada posteriorment per Toei, que la va distribuir en 35mm. A mesura que la seva fama va començar a créixer, una popular banda de punk anomenada Anarchy va contractar amb Ishii per rodar una promoció per ells, que va donar lloc a una pel·lícula de 10 minuts anomenada Anarchy '80 Ishin. També va adaptar el manga de Katsuhiro Otomo Run a la pel·lícula de 30 minuts Shuffle. Va continuar utilitzant l'equip de cinema de la universitat mentre va poder, però com que no tenia intencions de graduar-se, finalment el van expulsar.
L'any 1982, Ishii va dirigir Bakuretsu toshi, una pel·lícula d'acció sobre una banda salvatge de ciclistes quasi mutants que van a una ciutat fent protestes contra la construcció d'una central nuclear propera. La pel·lícula va ser protagonitzada per membres de les bandes de punk japoneses The Roosters, The Rockers, The Stalin i Inu, entre d'altres. Es va convertir en un favorit entre els rebels i cineastes punk al Japó. La pel·lícula també s'acredita com a precursora del moviment underground cyberpunk japonès que va sorgir durant la dècada posterior.
Ishii va prendre una breu pausa de la realització de cinema l'any 1983 per formar una banda anomenada Sogo Ishii and the Bacillus Army, que va gravar un àlbum, Asia Strikes Back. També va crear una pel·lícula de 30 minuts. per a la banda que va tocar durant la seva gira. El 1984 va estrenar el seu quart llargmetratge, Gyakufunsha kazoku.
Després de l'estrena de Gyakufunsha kazoku, hi va haver un període de deu anys en què Ishii no va poder obtenir cap finançament per fer un altre llargmetratge. Les seves pel·lícules anteriors havien estat molt populars entre el públic estranger de festivals de cinema, però no entre els japonesos: no entenien les seves pel·lícules. Durant aquesta bretxa va passar el seu temps fent curts, vídeos musicals pel·lícules de concerts, incloses les de The Roosters i Einstürzende Neubauten.
Finalment, el 1994, va ser contractat per dirigir el llargmetratge Enjeru dasuto. Per aquesta època va començar a canviar el seu estil de cinema en part perquè volia desafiar-se a si mateix fent quelcom nou, però també perquè havia estat molt difícil trobar finançament per als tipus de pel·lícules que feia abans. Durant aquest període va dirigir dues pel·lícules que tenien menys trama: Mizu no naka no hachigatsu i Yume no ginga.
L'actor Tadanobu Asano es va unir a Ishii el 1996 per formar la banda de noise experimental MACH-1.67, que després compondria part de la música de la pel·lícula Electric Dragon 80.000 V. Ishii va dirigir dues pel·lícules adossades: Gojoe, una pel·lícula d'acció del 2000 sobre el Japó del segle XII, i Electric Dragon 80.000 V, una pel·lícula en blanc i negre del 2001 de 55 minuts protagonitzada per Tadanobu Asano i Masatoshi Nagase. Aquestes dues pel·lícules van combinar l'estil abstracte de les seves pel·lícules recents amb la intensa energia dels seus primers treballs. El mateix Ishii va descriure aquesta transició: "Quan era jove, només podia pensar en la velocitat. Aleshores volia començar a frenar una mica les dues coses; ara són importants." Tot i que Electric Dragon va ser elogiat pels crítics, ambdues pel·lícules van ser un gran fracàs financer: tant és així que van deixar Suncent Cinema Works fora del negoci.
A aquestes pel·lícules els va seguir un altre buit de deu anys en la realització de llargmetratges. Ishii va començar a ensenyar cinema a la Kobe Design University el 2006, i va passar aquests deu anys centrat a ensenyar i experimentar amb la realització de cinema digital mitjançant la creació de vídeos musicals, episodis de televisió i curtmetratges experimentals.
El 2012 va retornar amb Ikiterumono wa inainoka, canviant el seu nom de Sogo Ishii a Gakuryu Ishii (Gakuryu significa drac). El 2013 va estrenar The Flower of Shanidar, protagonitzada per Gō Ayano i Hana Kuroki,. El 2016, Ishii va estrenar la pel·lícula de fantasia eròtica Bitter Honey (Mitsu no aware), basada en la novel·la. de Murō Saisei, sobre la relació entre un escriptor moribund, interpretat per Ren Osugi, i el seu peix daurat que pren la forma d'una bella noia, interpretada per Fumi Nikaidō. El juny de 2018 va llançar Punk Samurai Slash Down, que va ser produït per NTT DoCoMo.

## Filmografia

### Llargmetratges
- Koko dai panikku (1978)
- Kuruizaki sanda rodo (1980)
- Bakuretsu toshi (1982)
- Gyakufunsha kazoku (1984)
- Halber Mensch (1986)
- Enjeru dasuto (1994)
- Mizu no naka no hachigatsu (1995)
- Yume no ginga (1997)
- Gojoe: Spirit War Chronicle (2000)
- Dead End Run (2003)
- Mirrored Mind (2005)
- Ikiterumono wa inainoka (2012)
- The Flower of Shanidar (2013)
- Soredake / That's It (2015)
- Mitsu no aware / Bitter Honey (2016)
- Punk Samurai Slash Down (2018)
- The Box Man (2024)[13]

### Curtmetratges i vídeos
- Koko dai panikku (1977)
- Solitude of One Divided by 880,000 (1978)
- Charge! Hakata Gangsters (1978)
- Hashiru (1979)
- Anarchy '80 Ishin (1981)
- Shuffle (1981)
- Asia Strikes Back (1983)
- Halber Mensch (1986)
- The Master of Shiatsu (1989)
- Dumb Numb Live Friction 1989 (1989)
- J-Movie Wars: Tokyo Blood (1993)
- Electric Dragon 80.000 V (2001)
- Toki yo Tomare, Kimi wa Utsukushii (2002)
- 60 Seconds of Solitude in Year Zero (2011)
- Neo Ultra Q (2013)